# Sete rios sagrados

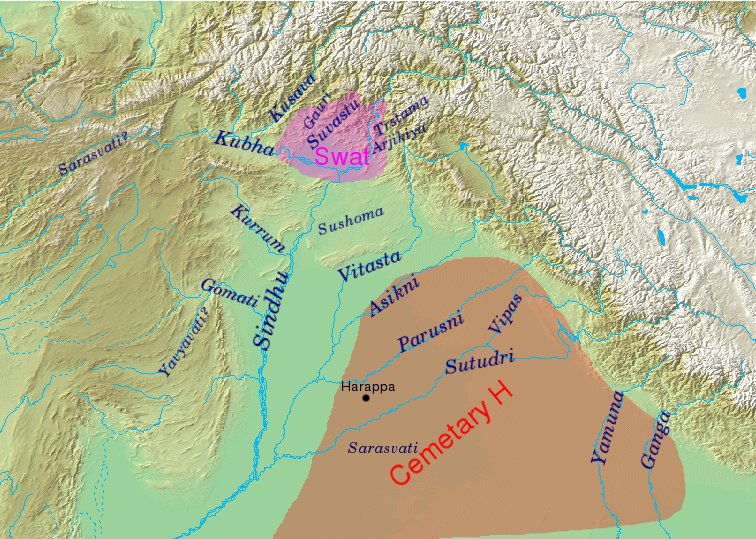
Mapa dos rios no norte do Paquistão. mostra-se a extensão da Cultura do Suate (ou cultura tumular de Gandara) e a cultura do Cemitério H, que são as duas candidatas a ter praticado a ritualista cultura védica nomeada no texto épico-religioso Rigveda (o texto mais antigo da Índia, de meados do II milénio a.C.).

No hinduísmo, os sapta sindhu (em escrita devanagari, सप्त सिंधु; no sistema AITS, sapta sindhu, literalmente, «sete rios», de sapta: ‘sete’, e sindhu: ‘rio’) são sete rios que — entre todos os do subcontinente indiano - são considerados os mais sagrados e por isso objeto de peregrinações a alguns lugares nas suas margens ou às suas fontes. A água desempenha um papel purificador no Hinduísmo, e frequentemente as margens fluviais têm escadas, grades ou bancadas (conhecidas como ghats) para poder realizar as abluções e a imersão na água, parte do processo de purificação.
O antigo texto Rigveda refere-se frequentemente aos «sete rios», como um grupo de rios principais que agora é difícil de identificar. Talvez os nomes provenham de antigos hidrónimos protoindo-iranianos ou protoindo-europeus já que há nomes cognatos em avéstico e em outras línguas indo-europeias.
Aparentemente o número sete é mais importante que o nome dos rios. Os hapta həndu mencionados no Avestá costumam ser equiparados aos sete rios védicos.
Hoje em dia, os sete rios que se consideram sagrados na Índia são os seguintes:
- Rio Ganges;
- Rio Yamuna;
- Rio Sarasvati;
- Rio Indo;
- Rio Godavari;
- Rio Narmada;
- Rio Kaveri.